# Фресно-де-ла-Польвороса
Фресно-де-ла-Польвороса (ісп. Fresno de la Polvorosa) — муніципалітет в Іспанії, у складі автономної спільноти Кастилія-і-Леон, у провінції Самора. Населення — 169 осіб (2010).
Муніципалітет розташований на відстані близько 250 км на північний захід від Мадрида, 65 км на північ від Самори.

## Демографія
Динаміка населення (INE ):